# Нючаяха (приток Нюча-Пягунъяхи)
Нючаяха — река в России, протекает по Ямало-Ненецкому АО. Устье реки находится в 9 км по берегу реки Нюча-Пягунъяха. Длина реки составляет 18 км.

## Данные водного реестра
По данным государственного водного реестра России относится к Нижнеобскому бассейновому округу, водохозяйственный участок реки — Пур. Речной бассейн реки — Пур.
Код объекта в государственном водном реестре — 15040000112115300056292.